# Maria Boratyńska
Maria Boratyńska – polska prawniczka, doktor habilitowany nauk prawnych, nauczyciel akademicki Uniwersytetu Warszawskiego, specjalista w zakresie prawa cywilnego i prawa medycznego.

## Życiorys
Absolwentka filologii polskiej (studia magisterskie 1982–1987). W 1992 ukończyła również studia prawnicze na Wydziale Prawa i Administracji Uniwersytetu Warszawskiego. Tam też w 1998 na podstawie napisanej pod kierunkiem Adama Brzozowskiego rozprawy pt. Przetarg w prawie polskim. Zagadnienia cywilistyczne otrzymała stopień naukowy doktora nauk prawnych w zakresie prawa, specjalność: prawo cywilne. Na tym samym wydziale w 2013 na podstawie dorobku naukowego oraz rozprawy pt. Wolny wybór. Gwarancje i granice prawa pacjenta do samodecydowania uzyskała stopień doktora habilitowanego nauk prawnych w dyscyplinie prawo, specjalność: prawo medyczne. Jest adiunktem Uniwersytetu Warszawskiego. Ukończyła ponadto aplikację notarialną oraz radcowską.